# Save the Best for Last
"Save the Best for Last" släpptes på singel 1992 och skrevs av Phil Galdston, Wendy Waldman och Jon Lind i mars 1989. Den brukar räknas till Vanessa Williams' signaturmelodier. Sångtextens beskriver en historia likt Williams själv, då hon påbörjat en framgångsrik karriär som skivartist efter att ha avgått som Miss America.  Sången är en ballad om en ung kvinnlig beundrare av en man som ser henne och datar henne I flera år, innan de slutligen inleder ett förhållande.
"Save The Best For Last" skrevs inte speciellt för Vanessa Williams.  Flera andra artister erbjöds först låten, men tackade nej.  Vid inspelningen av albumet "The Comfort Zone", skulle en låt i sista stunden bytas ut.  Vanessa hörde "Save The Best For Last", och Vanessa sade:  "Jag kan inte förstå att ingen vill ha låten. Jag måste ha den här låten."

## Musikvideo
Två musikvideoversioner spelades in. Förutom originalversionen spelades 1993 även en julversion in. Denna blev sedan ofta återkommande [källa behövs] i juletider, och ett videoklipp med snöfall spelades upp i MTV.

## Officiella versioner
1. "Save The Best For Last (Album Version) - 3:38

## Låtlistor
Europa, singel
1. Save The Best For Last  3:39
2. 2 Of A Kind 5:15
3. Dreamin' 5:25

USA, maxi-CD
1. Save The Best For Last 3:39
2. Freedom Dance (Get Free!) (LP Version) 4:13
3. Freedom Dance (Get Free!) (Free Your Body Club Mix) 6:59
4. Freedom Dance (Get Free!) (Vanessa's Sweat Mix) 5:21
5. The Right Stuff (UK Mix) 6:18

Storbritannien / Nederländerna, Vinyl, 7"
- A Save The Best For Last 3:39
- B 2 Of A Kind 5:15

Nederländerna 12", Promo
- A Save The Best For Last  3:39
- B1 2 Of A Kind 	5:15
- B2 Dreamin´ 5:25

## Coverversioner
- Låten tolkades av punkrockarna i Me First and the Gimme Gimmes 2003 på albumet Take a Break.
- Amerikanen Edward Guglielmino tolkade "Save the best for last" live.
- Richard Smith spelade 2002 in låten på albumet Natural Soul.

## Listplaceringar
| Lista (1992–1993) | Topplacering |
| ----------------- | ------------ |
| Australien        | 1            |
| Nederländerna     | 15           |
| Nya Zeeland       | 15           |
| Schweiz           | 26           |
| Storbritannien    | 3            |
| Sverige           | 26           |
| USA               | 3            |

### Fotnoter
1. 1 2  ”Listplacering”. http://dutchcharts.nl/showitem.asp?interpret=Vanessa+Williams&titel=Save+The+Best+For+Last&cat=s. Läst 19 mars 2012.
2. ↑  ”Listplacering”. Arkiverad från originalet den 26 september 2011. https://web.archive.org/web/20110926052202/http://charts.org.nz/showitem.asp?interpret=Vanessa+Williams&titel=Save+The+Best+For+Last&cat=s. Läst 19 mars 2012.
3. ↑  ”Listplacering”. http://hitparade.ch/showitem.asp?interpret=Vanessa+Williams&titel=Save+The+Best+For+Last&cat=s. Läst 19 mars 2012.
4. ↑  ”Listplacering”. Arkiverad från originalet den 24 juli 2012. https://archive.is/20120724090936/http://www.chartstats.com/release.php?release=19417. Läst 19 mars 2012.
5. ↑  ”Listplacering”. http://swedishcharts.com/showitem.asp?interpret=Vanessa+Williams&titel=Save+The+Best+For+Last&cat=s. Läst 19 mars 2012.
6. ↑  ”Listplacering”. http://www.allmusic.com/album/r21917. Läst 19 mars 2012.